# Beaucamps-le-Jeune
Beaucamps-le-Jeune – miejscowość i gmina we Francji, w regionie Hauts-de-France, w departamencie Somma.
Według danych na rok 2011 gminę zamieszkiwało 200 osób, a gęstość zaludnienia wynosiła 30 osób/km² (wśród 2293 gmin Pikardii Beaucamps-le-Jeune plasuje się na 804. miejscu pod względem liczby ludności, natomiast pod względem powierzchni na miejscu 718.).